# Vain
Vain – amerykański zespół glammetalowy, funkcjonujący od 1986 roku.

## Historia
Zespół został założony w San Francisco Bay Area w 1986 roku przez wokalistę Davy'ego Vaina. Oryginalny skład stanowili także James Scott (gitara prowadząca), Danny West (gitara rytmiczna), Ashley Mitchell (bas) i Tom Rickard (perkusja). Demami zespołu zainteresowała się wytwórnia Island Records, wydając w 1989 roku debiutancki album grupy, No Respect. Album zajął 154. miejsce na liście Billboard 200. Wydawnictwo spotkało się z pozytywną oceną recenzentów, a Vain pojawił się na okładkach takich magazynów, jak „Kerrang!” i „BAM”.
Wskutek zwiększonego zainteresowania słuchaczy grunge'em kosztem hair metalu na początku lat 90., Island Records w 1991 roku zerwał kontrakt z zespołem mimo faktu, iż drugi album (All These Strangers) był już wówczas gotowy. W tym samym roku z zespołu odeszli West i Rickard, zastąpieni przez odpowiednio Shawna Rorie i Stevena Adlera. Zespół przemianował się na Road Crew, w 1993 roku powracając do pierwotnej nazwy. Kolejne dwa albumy – Move On It i Fade – zostały wydane przez Polystar w odpowiednio 1994 i 1995 roku. W 2000 Davy Vain wydał swój pierwszy solowy album, In From Out of Nowhere. Zespół w 2005 roku wydał czwarty album pt. On the Line. Cztery lata później Vain nabył prawa do albumu All These Strangers i wydał go własnym sumptem. W 2011 roku ukazał się album Enough Rope, a w 2017 – Rolling with the Punches.

## Skład zespołu

### Obecny
- Davy Vain – wokal, gitary (1986–1991, od 1993)
- Dylana Nova (wcześniej James Scott) – gitara prowadząca (1986–1991, 1993–1994, 2000–2008, od 2009)
- Joel Proto – gitara rytmiczna (od 2016)
- Ashley Mitchell – gitara basowa (1986–1991, od 1993)
- Tom Rickard – perkusja (1986–1991, od 2009)
- Louie Senor – perkusja (1994–2009, od 2010)

### Dawni członkowie
- Danny West – gitara rytmiczna (1986–1991, 1993–1994, 2005–2015)
- Shawn Rorie – gitara rytmiczna (1991)
- Steven Adler – perkusja (1991)
- Danny Fury – perkusja (1993–1994)

## Dyskografia
- No Respect (1989)
- Move On It (1994)
- Fade (1995)
- On the Line (2005)
- All These Strangers (2009)
- Enough Rope (2011)
- Rolling with the Punches (2017)